# So You Think
So You Think, né en 2006, est un cheval de course pur-sang. Après une première partie de carrière en Australie, il rejoint l'écurie Coolmore et se forge un palmarès international. 

## Carrière de course

Casaque de Dato Tan Chin Nam

Né en Nouvelle-Zélande, So You Think est acquis pour $NZ 110 000 aux ventes de yearling pour le compte d'un duo de Malaisiens multimillionnaires, Dato Tan Chin Nam et Tunku Ahmad Yahaya, qui l'envoie en Australie chez le grand entraîneur Bart Cummings. Il débute à 2 ans, en fin de saison (c'est-à-dire au printemps dans l'hémisphère sud), et s'impose d'emblée. La saison suivante, il grimpe les échelons en remportant un groupe 3 mais échoue dans les Caulfield Guineas malgré une bonne fin de course. C'est à peine suffisant pour mériter une place au départ du Cox Plate, la course la plus relevée d'Océanie, mais So You Think est bien présent et l'emporte à la surprise générale face aux chevaux d'âge. Une victoire confirmée par un accessit d'honneur, quinze jours plus tard, dans les Emirates Stakes. 

Casaque de Derrick Smith

La saison suivante So You Think, désormais âgé de 4 ans, prouve que sa victoire dans le Cox Plate n'était pas le fruit du hasard : il enchaîne trois victoires dont deux groupe 1 et se présente cette fois en tant que favori à sa propre succession dans le Cox Plate 2010. Sa brillante victoire, bonifiée par les Mackinnon Stakes qu'il s'adjuge dans la foulée, confirme qu'il est bien l'un des meilleurs chevaux de l'histoire des courses australiennes. En novembre, il est le grand favori de la Melbourne Cup, la course la plus populaire d'Océanie, qui se déroule selon la formule handicap. Sans doute battu par une distance (3 200 mètres) qui excède ses prédispositions, il termine troisième tandis que le trophée revient au stayer Français Américain, monté par Gérald Mossé. Mais l'aura de So You Think est intact et le lendemain de la course, le consortium irlandais Coolmore annonce qu'il s'est rendu propriétaire du cheval pour 25 millions de dollars australiens, et que celui-ci fera désormais carrière en Europe sous la férule d'Aidan O'Brien. 
Paré de ses nouvelles couleurs, So You Think réussit des débuts fracassants en Europe au printemps 2011, pulvérisant l'opposition dans les Mooresbridge Stakes avant de s'offrir un premier groupe 1 dans l'hémisphère nord, la Tattersalls Gold Cup. Au meeting de Royal Ascot, il est le grandissime favori des Prince of Wales's Stakes, le cheval sur lequel "vous pouvez parier votre maison" comme le déclare cinq minutes avant la course l'ancien jockey Willie Carson, devenu consultant. Mais à la surprise générale l'Australien est battu à la lutte par Rewilding, monté par un Frankie Dettori un peu trop déchaîné et sanctionné pour usage abusif de la cravache. So You Think s'offre ensuite le scalp du lauréat du Prix de l'Arc de Triomphe Workforce dans les Eclipse Stakes. Sa victoire dans les Irish Champion Stakes devant la championne Snow Fairy lui ouvre les portes du Prix de l'Arc de Triomphe, en espérant faire aussi bien voire mieux que Balmerino il y a trente-cinq ans, le seul cheval venu des antipodes à s'être hissé sur le podium de la grande course de Longchamp (deuxième de Alleged en 1977). Mais comptant parmi les favoris, mais il échoue à la quatrième place tandis que l'Allemande Danedream s'envole. Il est ensuite battu dans les Champion Stakes par le phénomène français Cirrus des Aigles (qui lui ravira à la faveur de cette victoire le titre de cheval d'âge de l'année en Europe) puis, en fin d'année, tente sa chance sur le dirt américain de la Breeders' Cup Classic mais ne goûte guère cette surface et ne peut faire mieux que sixième. Si sa fin de saison a été quelque peu poussive, il l'achève avec une septième place au bilan mondial de la FIAH avec un rating de 126 obtenu dans les Eclipse Stakes.  
En 2012, So You Think fait sa rentrée directement dans la Dubaï World Cup, après cinq mois d'absence, sur une nouvelle surface, le tapeta, et prend une honorable quatrième place. De retour en Europe et sur le gazon, il s'offre très facilement un doublé dans la Tattersalls Gold Cup et les Prince of Wales's Stakes. Sa dernière sortie, qui est synonyme de rentrée au haras puisque la saison de monte en Australie débute à l'auomne, est programmée dans les Eclipse Stakes mais il doit y renoncer à deux jours de la course, victime d'une boiterie. So You Think se retire donc de la compétition avec dix groupe 1 dans la musette, dont la moitié décrochés en Europe. Il aura été trois années durant dans le top 10 des bilans mondiaux de la FIAH, obtenu un rating Timeform de 133, et sera introduit au Hall of Fame des courses néo-zélandaises en 2016 et au Hall of Fame des courses australiennes en 2019. 

### Résumé de carrière
| Date             | Hippodrome       | Pays             | Course                               | Statut           | Distance         | Jockey           | Place            | Écart            | Vainqueur ou deuxième |
| 2008-2009, 2 ans | 2008-2009, 2 ans | 2008-2009, 2 ans | 2008-2009, 2 ans                     | 2008-2009, 2 ans | 2008-2009, 2 ans | 2008-2009, 2 ans | 2008-2009, 2 ans | 2008-2009, 2 ans | 2008-2009, 2 ans      |
| ---------------- | ---------------- | ---------------- | ------------------------------------ | ---------------- | ---------------- | ---------------- | ---------------- | ---------------- | --------------------- |
| 20 mai           | Rosehill         | Australie        | Maiden                               | Handicap         | 1 400 m          | H. Bowman        | 1er / 12         | 1 ¼              | Shamash               |
| 2009-2010, 3 ans |                  |                  |                                      |                  |                  |                  |                  |                  |                       |
| 5 septembre      | Randwick         | Australie        | Jim Beam Ming Dynasty Quality Stakes | Listed           | 1 400 m          | G. Schofield     | 2e / 9           | cte tête         | More Than Great       |
| 19 septembre     | Rosehill         | Australie        | Gloaming Stakes                      | Gr. 3            | 1 800 m          | H. Bowman        | 1er / 10         | 3/4              | Gatering              |
| 10 octobre       | Caulfield        | Australie        | Caulfield Guineas                    | Gr. 1            | 1 600 m          | M. Rodd          | 5e / 11          | 7 ¾              | Starspangledbanner    |
| 24 octobre       | Moonee Valley    | Australie        | Cox Plate                            | Gr. 1            | 2 040 m          | G. Boss          | 1er / 13         | 2 ½              | Manhattan Rain        |
| 7 novembre       | Flemington       | Australie        | Emirates Stakes                      | Gr. 1            | 1 600 m          | G. Boss          | 2e / 15          | 2 ½              | All American          |
| 2010-2011, 4 ans |                  |                  |                                      |                  |                  |                  |                  |                  |                       |
| 28 août          | Caulfield        | Australie        | Memsie Stakes                        | Gr. 2            | 1 400 m          | S. Arnold        | 1er / 11         | 1/2              | Whobegotyou           |
| 18 septembre     | Caulfield        | Australie        | Underwood Stakes                     | Gr. 1            | 1 800 m          | S. Arnold        | 1er / 11         | 2 ¼              | Dariana               |
| 9 octobre        | Caulfield        | Australie        | Yalumba Stakes                       | Gr. 1            | 2 000 m          | S. Arnold        | 1er / 6          | 3 ¼              | Alcopop               |
| 24 octobre       | Moonee Valley    | Australie        | Cox Plate                            | Gr. 1            | 2 040 m          | S. Arnold        | 1er / 10         | 1 ¼              | Zipping               |
| 30 octobre       | Flemington       | Australie        | Mackinnon Stakes                     | Gr. 1            | 2 000 m          | S. Arnold        | 1er / 12         | 3 ¾              | Descarado             |
| 2 novembre       | Flemington       | Australie        | Melbourne Cup                        | Gr. 1            | 3 200 m          | S. Arnold        | 3e / 23          | 3 ¼              | Américain             |
| 2011, 5 ans      |                  |                  |                                      |                  |                  |                  |                  |                  |                       |
| 2 mai            | Curragh          | Irlande          | Mooresbridge Stakes                  | Gr. 3            | 2 000 m          | S. Heffernan     | 1er / 6          | 10               | Bob Le Beau           |
| 22 mai           | Curragh          | Irlande          | Tattersalls Gold Cup                 | Gr. 1            | 2 100 m          | R. Moore         | 1er / 5          | 4 ½              | Campanologist         |
| 15 juin          | Ascot            | Royaume-Uni      | Prince of Wales's Stakes             | Gr. 1            | 2 000 m          | R. Moore         | 2e / 7           | enc.             | Rewilding             |
| 2 juillet        | Sandown          | Royaume-Uni      | Eclipse Stakes                       | Gr. 1            | 2 000 m          | S. Heffernan     | 1er / 5          | 1/2              | Workforce             |
| 3 septembre      | Leopardstown     | Irlande          | Irish Champion Stakes                | Gr. 1            | 2 000 m          | S. Heffernan     | 1er / 6          | 1/2              | Snow Fairy            |
| 2 octobre        | Longchamp        | France           | Prix de l'Arc de Triomphe            | Gr. 1            | 2 400 m          | S. Heffernan     | 4e / 16          | 5 ¾              | Danedream             |
| 15 octobre       | Ascot            | Royaume-Uni      | Champion Stakes                      | Gr. 1            | 2 000 m          | R. Moore         | 2e / 12          | 3/4              | Cirrus des Aigles     |
| 5 novembre       | Churchill Downs  | États-Unis       | Breeders' Cup Classic                | Gr. 1            | 2 000 m          | R. Moore         | 6e / 12          | 3 ½              | Drosselmeyer          |
| 2012, 6 ans      |                  |                  |                                      |                  |                  |                  |                  |                  |                       |
| 31 mars          | Meydan           | Dubaï            | Dubaï World Cup                      | Gr. 1            | 2 000 m          | J. O'Brien       | 4e / 13          | 4                | Monterosso            |
| 27 mai           | Curragh          | Irlande          | Tattersalls Gold Cup                 | Gr. 1            | 2 100 m          | J. O'Brien       | 1er / 5          | 6                | Famous Name           |
| 20 juin          | Ascot            | Royaume-Uni      | Prince of Wales's Stakes             | Gr. 1            | 2 000 m          | J. O'Brien       | 1er / 11         | 2 ¼              | Carlton House         |

## Au haras
Lors de ses quatre premières saisons de monte, So You Think fait la navette entre l'Irlande (à 17 500 € la saillie) et l'Australie. Peinant à s'affirmer en Europe, il reste à partir de 2017 stationné aux Antipodes où, à AU$ 77 000 la saillie, il réussit bien puisqu'il a donné une dizaine de gagnants de groupe 1, parmi lesquels :
- Think It Over - Australian Cup, Queen Elizabeth Stakes, George Ryder Stakes, Australian Cup
- So Si Bon - Memsie Stakes, Makybe Diva Stakes, Rosehill Guineas
- D'Argento - Rosehill Guineas, Epsom Handicap
- Quick Thinker - ATC Australian Derby
- Knight's Order - Sydney Cup
- La Diosa - New Zealand 1000 Guineas

## Origines
Triassic, la mère de So You Think, a mené une belle et brève carrière en Nouvelle-Zélande, ponctuée par une victoire dans le WRC Sir Tristram Fillies Classic (Gr.2) et une deuxième place dans les Royal Stakes (Gr.3), avant qu'une blessure la contraigne à une retraite anticipée. Elle avait eu une carrière correcte de reproductrice, donnant plusieurs gagnants, lorsque, après avoir changé plusieurs fois de propriétaire, elle passa aux ventes en 2005 à un âge avancé pour une poulinière (15 ans), et, pleine de l'obscur Nuclear Breeze, trouva preneur pour $NZ 16 000. La famille Moran, le preneur en question, la fit ensuite saillir par High Chaparral et elle donna So You Think, et ensuite par Elusive City, avec lequel elle donna Now You Know, deuxième d'un groupe 3 à Randwick.  
So You Think est le meilleur fils de High Chaparral, champion estampillé Coolmore auteur du doublé Derby / Irish Derby, double lauréat de la Breeders' Cup Turf et vainqueur des Irish Champion Stakes. Comme étalon, celui-ci a donné une vingtaine de lauréats de groupe 1, surtout en Australie où il est mort assez jeune, à 15 ans.  

### Pedigree
| Origines de So You Think (NZ), mâle bai brun né en 2006 | Origines de So You Think (NZ), mâle bai brun né en 2006 | Origines de So You Think (NZ), mâle bai brun né en 2006 | Origines de So You Think (NZ), mâle bai brun né en 2006 |
| ------------------------------------------------------- | ------------------------------------------------------- | ------------------------------------------------------- | ------------------------------------------------------- |
| Père High Chaparral 1999                                | Sadler's Wells 1981                                     | Northern Dancer 1961                                    | Nearctic                                                |
| Père High Chaparral 1999                                | Sadler's Wells 1981                                     | Northern Dancer 1961                                    | Natalma                                                 |
| Père High Chaparral 1999                                | Sadler's Wells 1981                                     | Fairy Bridge 1975                                       | Bold Reason                                             |
| Père High Chaparral 1999                                | Sadler's Wells 1981                                     | Fairy Bridge 1975                                       | Special                                                 |
| Père High Chaparral 1999                                | Kasora 1993                                             | Darshaan 1981                                           | Shirley Heights                                         |
| Père High Chaparral 1999                                | Kasora 1993                                             | Darshaan 1981                                           | Delsy                                                   |
| Père High Chaparral 1999                                | Kasora 1993                                             | Kozana 1982                                             | Kris                                                    |
| Père High Chaparral 1999                                | Kasora 1993                                             | Kozana 1982                                             | Koblenza                                                |
| Mère Triassic 1990                                      | Tights 1981                                             | Nijinsky 1967                                           | Northern Dancer                                         |
| Mère Triassic 1990                                      | Tights 1981                                             | Nijinsky 1967                                           | Flaming Page                                            |
| Mère Triassic 1990                                      | Tights 1981                                             | Dancealot 1971                                          | Round Table                                             |
| Mère Triassic 1990                                      | Tights 1981                                             | Dancealot 1971                                          | Music Please                                            |
| Mère Triassic 1990                                      | Astral Row 1979                                         | Long Row 1970                                           | Linacre                                                 |
| Mère Triassic 1990                                      | Astral Row 1979                                         | Long Row 1970                                           | Front Row                                               |
| Mère Triassic 1990                                      | Astral Row 1979                                         | Pak Bun Bay 1970                                        | Matinee Idol                                            |
| Mère Triassic 1990                                      | Astral Row 1979                                         | Pak Bun Bay 1970                                        | Philipolo (famille 13-a)                                |